# Lee Sung-kyung
Lee Sung-kyung (Hangul: 이성경, Hanja: 李聖經; Goyang, Gyeonggi, 10 de agosto de 1990) es una actriz, modelo y cantante surcoreana, conocida por haber interpretado a Baek In-ha en la serie Cheese in the Trap, a Kim Bok-joo en Weightlifting Fairy Kim Bok-joo y a Cha Eun-jae en Romantic Doctor, Teacher Kim 2.

## Biografía
Tiene una hermana más joven que es una artista musical.
En febrero de 2016 se graduó de la Universidad de Mujeres Dongduk (en inglés: "Dongduk Women's University").
Su mejor amigo es el actor y modelo Choi Tae-joon, cuya amistad empezó desde la niñez, ya que vivían cerca el uno del otro. 
Igualmente, es buena amiga de los actores y modelos,Lee Jong-suk, y de Jang Ki-yong, así como de los actores Yoon Kyun-sang, Park Shin-hye, Kim Min-jae, Kim Go-eun y Lee Kwang-soo. También es amiga del rapero Zico y de los cantantes Song Min-ho, Kang Seung-yoon, Eddy Kimy Suga de BTS.

## Carrera
Es miembro de la agencia "YGK-Plus" de modelaje y en la actuación es miembro de la agencia "YG Entertainment", en enero del 2020 renovó su contrato con la agencia.
Ha aparecido en campañas para "Fashion Look Book" para la colección Polham 2015 F/W, también ha modelado para Studio K SS, Beyond Closet, entre otros...
En el 2014 apareció por primera vez como invitada en el exitoso programa de televisión surcoreano Running Man (también conocida como "Leonning maen") donde formó equipo junto a Han Groo y Ha-ha durante el episodio n.º 224 y posteriormente apareció en el 2015 durante el episodio 304 donde formó equipo con Gary, Ha-ha y Lee Kwang-soo.
En 2016 se unió al elenco principal de la serie Weightlifting Fairy Kim Bok-joo donde interpretó a Kim Bok-joo, una joven dotada de una gran personalidad que practica la halterofilia hasta el final de la serie en el 2017.
En diciembre del mismo año realizó el lanzamiento durante el “2015 Hope Charity Baseball Match”.
En 2017 prestó su voz para la voz de Poppy en el doblaje coreano de la película animada Trolls.
Ese mismo año apareció como invitada en un episodio de la serie While You Were Sleeping.
En enero de 2018 se anunció que se había unido al elenco principal de la serie About Time donde dará vida a la actriz musical Choi Michaela.
A finales de abril del mismo año se anunció que se había unido al elenco principal de la película Girl Cops, una detective del escuadrón de delitos graves, que debido a su sobreexcitación en el trabajo causa un accidente que la envía al centro de servicio público.
En marzo del 2019 fue la única modelo femenina para el "Seoul Fashion Week F/W 2019" en el Beyond Closet's Show.
El 6 de enero del 2020 se unió al elenco principal de la segunda temporada de la serie Romantic Doctor, Teacher Kim 2 (también conocida como "Romantic Doctor Kim") donde dio vida a la doctora Cha Eun-jae, una médica de segundo año del departamento de cardiocirugía, hasta el final de la serie el 25 de febrero del mismo año. La serie es la secuela de "Romantic Doctor, Teacher Kim".
En junio del mismo año realizó una aparición especial en la serie I've Returned After One Marriage (también conocida como "Once Again") donde interpretó a Ji Sun-kyung.
El 22 de abril de 2022 se unió al elenco principal de la serie Shooting Stars donde da vida a Oh Han-byul, la joven líder del equipo de relaciones públicas de una agencia de gestión de celebridades.
Ese mismo mes, se anunció que estaba en pláticas para unirse al elenco del drama Tell Me It’s Love, de aceptar podría interpretar a Shim Woo-joo, una mujer herida por los asuntos familiares, decide vengarse de un hombre llamado Han Dong-jin, quien ha afectado su vida.

## Filmografía

### Series de televisión
| Año     | Título                           | Personaje        | Notas                      | Ref.          |
| ------- | -------------------------------- | ---------------- | -------------------------- | ------------- |
| 2014    | It's Okay, That's Love           | Oh So-nyeo       | 14 episodios               |               |
| 2015    | Flower of Queen                  | Kang Yi-sol      | 50 episodios               |               |
| 2016    | Cheese in the Trap               | Baek In-ha       | 16 episodios               |               |
| 2016    | Doctor Crush                     | Dra. Jin Seo-woo | 20 episodios               |               |
| 2016-17 | Weightlifting Fairy Kim Bok Joo  | Kim Bok-joo      | 16 episodios               |               |
| 2017    | While You Were Sleeping          | -                | Ep. 21                     |               |
| 2018    | About Time                       | Choi Michaela    | 16 episodios               |               |
| 2020    | Romantic Doctor, Teacher Kim 2   | Dra. Cha Eun-jae | 16 episodios               |               |
| 2020    | I've Returned After One Marriage | Ji Sun-kyung     | Aparición especial, ep. 53 | [ 31 ]        |
| 2020    | Record of Youth                  | Jin Seo-woo      | Aparición especial, ep. 12 |               |
| 2022    | Shooting Stars                   | Oh Han-byul      |                            | [ 32 ]        |
| 2023    | Romantic Doctor, Teacher Kim 3   | Dra. Cha Eun-jae |                            |               |
| 2023    | Llámalo amor                     | Shim Woo-joo     | Serie web de 16 episodios  | [ 33 ]        |
| 2024    | Urgencias existenciales          | Han Woo-ri       | Aparición especial, ep. 6  | [ 34 ]        |
| 2025    | The Nice Guy                     | Kang Mi-young    |                            | [ 35 ] [ 36 ] |

### Películas
| Año  | Título                | Personaje    | Notas | Ref.          |
| ---- | --------------------- | ------------ | --- | ------------- |
| 1998 | Rub Love              | -            | Junto a Ahn Jae-wook, Lee Ji-eun, Joshua Klausner y Bang Eun-jin                                            |               |
| 2017 | Trolls                | Poppy (voz)  | Doblaje coreano                                                                                             |               |
| 2018 | Love+Sling (Wrestler) | Ga Young     | Junto a Yoo Hae-jin, Kim Min-jae, Sung Dong-il, Jin Kyung, Na Moon-hee, Kim Tae-hoon y Hwang Jin-hee        |               |
| 2019 | Broker                | Cha Yeon-hee | Junto a Kim Young-kwang, Jung Hye-sung, Lim Ju-hwan, Song Jong-ho, Chun Ho-jin, Ko Chang-seok y Lee Ji-hoon | [ 37 ]        |
| 2019 | Miss & Mrs. Cops      | Ji-hye       | Junto a Ra Mi-ran, Yoon Sang-hyun, Choi Soo-young, Wi Ha-joon, Kim Do-wan, Ahn Jae-hong y Jeon Seok-ho      | [ 38 ] [ 39 ] |

### Aparición en videos musicales
| Año  | Artistas                                   | Canción                    | Notas                                                        | Ref.   |
| ---- | ------------------------------------------ | -------------------------- | ------------------------------------------------------------ | ------ |
| 2011 | Simon D ft. Zion.T                         | "Stay Cool"                |                                                              |        |
| 2012 | Lee Hyun                                   | "Because It's You"         |                                                              |        |
| 2013 | The Papers ft. Lee Sung-kyung              | "I Love You"               |                                                              |        |
| 2013 | Kang Seung-yoon                            | "Wild and Young"           |                                                              |        |
| 2015 | Urban Zakapa                               | "Two One Two"              |                                                              |        |
| 2016 | Eddy Kim ft. Lee Sung-kyung                | "My Lips like Warm Coffee" |                                                              |        |
| 2016 | Akdong Musician                            | "Re-Bye"                   |                                                              |        |
| 2017 | Urban Zakapa                               | "Me Then, Us Then"         |                                                              | [ 40 ] |
| 2017 | Urban Zakapa                               | "When We Were Two"         | Junto a Choi Tae-joon                                        | [ 41 ] |
| 2019 | Doyoung & Rocoberry                        | "Don’t Say Goodbye"        | Junto a Choi Tae-joon, Roco, Park Hwan-hee y Jang Hui-ryoung | [ 42 ] |
| 2020 | Code Kunst, Simon Dominic & Choi Jung-hoon | "RECONNECT"                | Junto a Lee Je-hoon y Park Jung-min                          | [ 43 ] |

### Programas de variedades
| Año        | Programa                            | Notas                                                             | Ref.                        |
| ---------- | ----------------------------------- | ----------------------------------------------------------------- | --------------------------- |
| 2009       | Yo Girls Diary                      | -                                                                 |                             |
| 2009       | It's Raining Men                    | invitada especial                                                 |                             |
| 2012       | Style Log                           | -                                                                 |                             |
| 2014       | Bible TV                            | miembro                                                           |                             |
| 2015       | Happy Together                      | episodio 380 - invitada                                           |                             |
| 2015       | King of Mask Singer                 | 2 episodios (19-20) - concursó como "Flower Crab Holding Flowers" | [ 44 ] [ 45 ]               |
| 2016       | Taxi                                | episodio 411 - invitada                                           |                             |
| 2016       | Radio Star                          | episodio 471 - invitada                                           |                             |
| 2016       | Please Take Care of My Refrigerator | 2 episodios (76-77) - invitada                                    |                             |
| 2016       | Sugarman                            | episodio 29 - concursante                                         |                             |
| 2014, 2016 | Running Man                         | 2 episodios (224 y 304) - invitada                                | [ 46 ] [ 47 ] [ 48 ] [ 49 ] |
| 2018       | Now Praising: Childish Bromance     | 5 episodios - miembro                                             | [ 50 ]                      |
| 2019       | Amazing Saturday                    | invitada                                                          | [ 51 ]                      |
| 2019       | Memory Lock                         | documental                                                        |                             |
| 2020       | House On Wheels                     | (ep. 5-6) - invitada                                              | [ 52 ]                      |

### Presentadora
| Año  | Programa                      | Notas                                                | Ref.   |
| ---- | ----------------------------- | ---------------------------------------------------- | ------ |
| 2008 | Super Model S Diary           | presentadora                                         |        |
| 2008 | Star King                     | miembro del panel                                    |        |
| 2008 | Magazine1                     | presentadora especial                                |        |
| 2009 | Roadshow                      | presentadora especial                                |        |
| 2009 | Entertainment Weekend Express | presentadora                                         |        |
| 2009 | Music n Movie                 | presentadora                                         |        |
| 2010 | Cooking Olympic Gochujang     | jueza y presentadora                                 |        |
| 2016 | MBC Entertainment Awards      | copresentadora - junto a Kim Sung-joo y Jun Hyun-moo |        |
| 2018 | 2018 Asia Artist Awards       | copresentadora - junto a Leeteuk                     | [ 53 ] |
| 2019 | 2019 SBS Drama Awards         | presentadora de categoría - junto a Ahn Hyo-seop     |        |

### Programas de radio
| Año  | Título                     | Cadena      | Notas                           |
| ---- | -------------------------- | ----------- | ------------------------------- |
| 2020 | Choi Hwa Jung’s Power Time | SBS PowerFM | invitada - junto a Ahn Hyo-seop |

### Anuncios

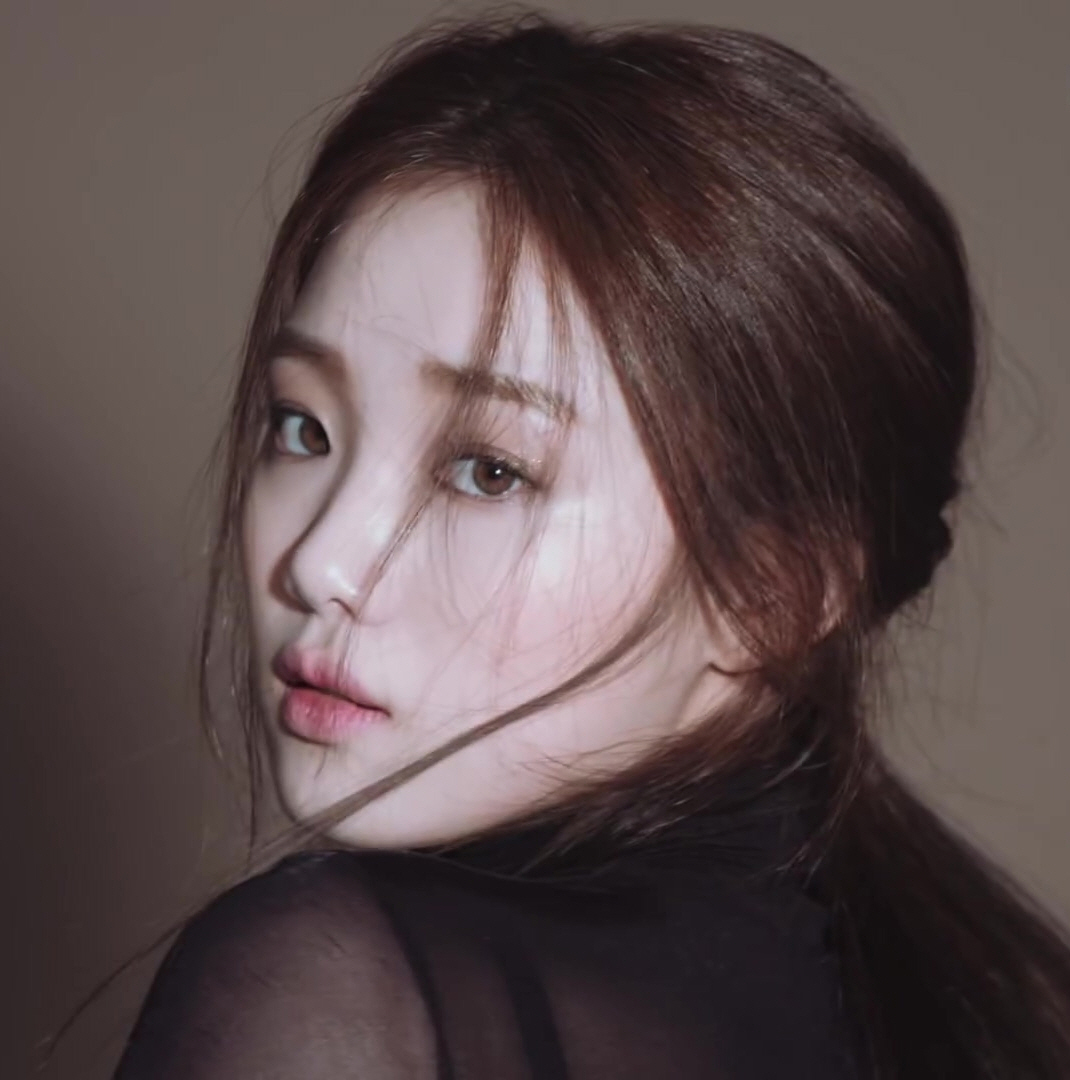
Lee Sung-kyung durante una sesión para Marie Claire.

| Año         | Título                                               | Notas              |
| ----------- | ---------------------------------------------------- | ------------------ |
| 2018        | Laneige - "Love Potion Cushion"                      | [ 54 ]             |
| 2017        | Asics                                                |                    |
| 2017        | LG Q6                                                |                    |
| 2017        | Fresh Look                                           |                    |
| 2017        | 11th Street                                          |                    |
| 2017        | Decoview                                             |                    |
| 2017        | SK Planet                                            |                    |
| 2016 - 2017 | Laneige                                              |                    |
| 2016 - 2017 | Lovcat Bijoux/Lovecat Paris                          |                    |
| 2016 - 2017 | Adidas Women                                         |                    |
| 2016 - 2017 | Amore Pacific - Fresh Pop Shampoo                    |                    |
| 2015 - 2017 | LAP Korea                                            |                    |
| 2016        | Philadelphia                                         |                    |
| 2016        | Hutgaesoo (Oriental Rasin Tea)                       |                    |
| 2016        | CJ Health Care                                       |                    |
| 2016        | YG Lockscreen World                                  |                    |
| 2016        | GT Milk                                              |                    |
| 2016        | Adidas Running                                       |                    |
| 2016        | Stylus                                               |                    |
| 2016        | Perche                                               |                    |
| 2015 - 2016 | Polham                                               |                    |
| 2015        | Rainbow Light Vitamin C Jelly Kis - Tangerine Jellys | junto a Kim Kyu-ho |
| 2015        | SoCar                                                |                    |
| 2011        | Kotexanydays                                         |                    |

### Revistas / sesiones fotográficas
| Año        | Título                        | Notas                                                                                       | Ref.          |
| ---------- | ----------------------------- | ------------------------------------------------------------------------------------------- | ------------- |
| -          | So Car                        |                                                                                             | [ 56 ]        |
| -          | Nylon Korea                   |                                                                                             |               |
| -          | Céci Magazine                 |                                                                                             |               |
| 2015       | Singles Wedding               |                                                                                             | [ 57 ]        |
| 2015       | bnt world                     |                                                                                             | [ 58 ]        |
| 2016       | Be Joyful                     |                                                                                             | [ 59 ]        |
| 2016       | Marie Claire                  |                                                                                             | [ 60 ]        |
| 2017       | Grazia                        |                                                                                             | [ 61 ] [ 62 ] |
| 2017       | Vogue Me Taiwan               |                                                                                             | [ 63 ]        |
| 2017, 2019 | Elle Korea                    |                                                                                             | [ 64 ] [ 65 ] |
| 2020       | Cosmopolitan Korea            |                                                                                             | [ 66 ]        |
| 2020       | ELLE Korea - 28th Anniversary | Junto a Lee Je-hoon, Simon Dominic, Park Jung-min, Code Kunst y Choi Jung-hoon (de Jannabi) |               |
| 2021       | Marie Claire Magazine         |                                                                                             |               |
| 2022       | Elle Magazine                 | Junto a Kim Young-dae                                                                       | [ 67 ]        |

## Discografía

### Sencillos
| Año  | Intérpretes           | Canción     | Álbum | Notas                |
| ---- | --------------------- | ----------- | ----- | -------------------- |
| 2021 | Lee Sung-kyung X LOCO | "Duet Mate" | -     | [ 68 ] [ 69 ] [ 70 ] |

## Premios y nominaciones
| Año  | Premio                               | Categoría                                              | Trabajo                         | Resultado | Ref..                |
| ---- | ------------------------------------ | ------------------------------------------------------ | ------------------------------- | --------- | -------------------- |
| 2008 | 17th Super Model Contest             | Lex Prize                                              | -                               | Ganadora  |                      |
| 2009 | 2nd Asia Pacific Super Model Contest | Unix Hair New Style Prize                              | -                               | Ganadora  |                      |
| 2014 | CFDK Award                           | Best Female Fashion Model of the Year                  | -                               | Ganadora  |                      |
| 2015 | 8th Korea Drama Award                | Best New Actress                                       | Flower of Queen                 | Nominada  |                      |
| 2015 | 4th APAN Star Award                  | Best New Actress                                       | Flower of Queen                 | Nominada  |                      |
| 2015 | 34th MBC Drama Award                 | Best New Actress in Special Project Drama              | Flower of Queen                 | Ganadora  |                      |
| 2016 | 11th Max Movie Award                 | Rising Star Award                                      | -                               | Ganadora  |                      |
| 2016 | 52nd Baeksang Arts Award             | Best New Actress (TV)                                  | Flower of Queen                 | Nominada  |                      |
| 2016 | 35th MBC Drama Award                 | Excellence Award, Actress in a Miniseries              | Weightlifting Fairy Kim Bok-joo | Ganadora  |                      |
| 2016 | 24th SBS Drama Award                 | Special Award, Actress in a Genre Drama                | Doctor Crush                    | Nominada  |                      |
| 2017 | 2017 MTN Broadcast CF Festival Award | CF Popularity Star                                     | -                               | Ganadora  | [ 71 ]               |
| 2018 | 3rd Asia Artist Award                | Best Emotive                                           | -                               | Ganadora  |                      |
| 2018 | 3rd Asia Artist Award                | Artist of the Year                                     | -                               | Ganadora  | [ 72 ]               |
| 2019 | Chunsa Film Art Award                | Special Popularity Award                               | Miss & Mrs. Cops                | Ganadora  | [ 73 ]               |
| 2020 | Asia Model Award                     | Model Star Award                                       | -                               | Ganadora  | [ 74 ]               |
| 2020 | 5th Asia Artist Award                | AAA Best Actress                                       | Romantic Doctor, Teacher Kim 2  | Ganadora  | [ 75 ] [ 76 ] [ 77 ] |
| 2020 | 7th APAN Star Award                  | Top Excellence Award, Actress in a Miniseries          | Romantic Doctor, Teacher Kim 2  | Nominada  |                      |
| 2020 | 28th SBS Drama Award                 | Best Couple Award (junto a Ahn Hyo-seop)               | Romantic Doctor, Teacher Kim 2  | Nominados |                      |
| 2020 | 28th SBS Drama Award                 | Excellence Award, Actress in a Miniseries Action Drama | Romantic Doctor, Teacher Kim 2  | Ganadora  | [ 78 ] [ 79 ]        |